# 민족음악학
민족음악학(民族音樂學, Ethnomusicology)은 민족학과 음악학이 합쳐진 학문이다. 발상은 일반적으로 말하는 민족 음악을 연구 대상으로 하는 학문은 아니지만, 실질적으로는 서양 전통 음악이 아닌 음악을 대상으로 하고 있다. 연구 대상으로서의 '민족 음악'이라는 것은 서양 예술 음악 및 기타라는 도식 아래에 성립하고 있는 것은 분명하다. 따라서 서양의 음악학자에게 현지에 없는 음악의 연구를 하게 된다.
특히 각 민족의 음악을 비교하는 분야를 비교음악학이라고 했는데, 이 명칭은 민족 음악이라고 하는 이전의 19세기 말 서구 열강의 식민지 음악과 서양 음악을 '비교'하는 것을 전제로 하고 있었다. 이것은 식민지의 음악과 서양 음악과의 비교를 통해 음악의 시원을 추구하고 음악이 어떻게 원시적인 형태에서 서양 음악과 같은 진화한 형태가 될 것인가라는 질문에 해명을 하나의 목표로 했다. 이러한 역사를 바탕으로 최근에는 사용되지 않고 있다.

## 같이 보기
- 음악학
- 선사 음악
- 월드 뮤직